# Kamigami no Asobi
Kamigami no Asobi: Ludere deorum (яп. 神々の悪戯 Камигами но Асоби, Забавы богов) — японская игра, визуальный роман, созданный компанией Nippon Ichi Software. Игра была выпущена 24 октября 2013 года для PlayStation Portable. В 2014 году Brain’s Base выпустили аниме на его основе.

## Сюжет
Юи Кусанаги — простая школьница, но однажды Зевс призвал её в необычную школу. Греческий бог грома и молний решил основать школу для других богов, сам став её директором, а Юи выбрав учиться в ней и представлять человечество. Связь между богами и людьми за века истончилась и, чтобы восстановить её, Зевс решил пригласить Юи научить самые запущенные случаи среди богов тому, кто такие люди и как с ними общаться.
Помогать Юи в этом деле будет кукла-голем Мелисса. Поначалу записанные в ученики боги не были рады распоряжению Зевса и отказывались посещать уроки. Но постепенно они проникаются идеей и посещают не только уроки, но и клубы. Со временем с них спадают ограничивающие их божественные силы оковы, что означает их успешный «выпуск» из школы.

## Персонажи
Юи Кусанаги (яп. 草薙　結衣 Кусанаги Юи) — главная героиня истории, дочь синтоистского священника. Она с детства обучалась обращению с мечом и именно найденный в кладовой храма меч переносит её в школу Зевса, где ей поручают обучить богов-одноклассников тому, что такое «человек». В игре сюжет рассказывается именно от её лица, и именно на её решения влияет игрок.
Сэйю: Саори Хаями
Аполлон Агана Белеа (яп. アポロン・アガナ・ベレア Апорон Агана Бэрэа) — староста класса богов, греческий бог солнца, сын Зевса, брат Диониса и племянник Аида. Яркий и оптимистичный юноша, сразу же с энтузиазмом взявшийся помогать Юи. Всем в школе придумал разные прозвища. В прошлом потерял свою возлюбленную Кассандру, как он считал, из-за того, что даровал ей дар предвидения.
Сэйю: Мию Ирино
Гадес Аидонеус (яп. ハデス・アイドネウス Хадэсу Аидонэусу) — брат Зевса, повелитель Царства Мертвых. Из-за давнего конфликта с братом долго отказывался принимать участие в его плане. На первый взгляд, Аид — отчуждённый и мрачный мужчина, который никого к себе не подпускает. Позже он признается Юи, что был проклят умершими, и все, кто находится рядом с ним, оказываются втянуты в неприятности.
Сэйю: Дайсукэ Оно
Цукито Тоцука (яп. 戸塚 月人 Тоцука Цукито) — японский бог лунного света и ночи Цукиёми. Нежный молодой человек с янтарными глазами, всегда сохраняет хладнокровие. По словам Тота, его «дефект» заключается в излишней исполнительности, лишенной всякого смысла для него самого. Все, что Цукито делает, он делает только по указанию, без проявления собственной воли. У него есть питомец — белый кролик Усамаро.
Сэйю: Юто Уэмура
Такэру Тоцука (яп. 戸塚 尊 Тоцука Такэру) — японский бог морей и бури Сусаноо, главный спортсмен академии. Отличается излишней вспыльчивостью и жесткостью. Прибыл в школу вместе с братьями Цукиёми и Аматэрасу, хотя последний появляется лишь в игре. Поначалу ладит лишь со своим старшим братом Цукито, которого боготворит, и Аидом, так как тот, как и Цукиёми, является богом царства мёртвых.
Сэйю: Тосиюки Тоёнага
Бальдр Хрингхорни (яп. バルドル・フリングホルニ Барудору Фурингухоруни) — скандинавский бог света и покровитель весны. Фамилией Бальдра стало название его корабля, на который, согласно мифам, его положили после смерти и сожгли. Красивый и нежный юноша, с рождения наделен бессмертием, так как его мать Фригг взяла клятву с каждого металла, с каждого камня, с каждого растения, с каждого зверя, с каждой птицы и с каждой рыбы в том, что никто из них не причинит вреда Бальдру, так что умереть он может либо убив себя сам, либо оказавшись убитым омелой, единственным растением, в которого не была взята клятва. Легко привлекает к себе остальных богов и сразу же откровенно начинает приставать к Юи, что выводит из себя Локи.
Сэйю: Хироси Камия
Локи Леватейн (яп. ロキ・レーヴァテイン Роки Рэ:ватэин) — скандинавский бог огня, первый шутник школы. Фамилия, данная Локи, это имя меча, упомянутого в «Старшей Эдде». Локи в Kamigami no Asobi наполовину ас, наполовину титан из-за чего был изгоем в родном мире. Всё изменило знакомство с Тором и Бальдром. Локи однажды узнал секрет Бальдра и с тех пор искал способ спасти друга вместе с Тором. Но единственный найденный им выход — убийство Бальдра.
Сэйю: Ёсимаса Хосоя
Тор Мёгингъёрд (яп.  トール・メギンギョルズ То:ру Мэгингёрудзу) — скандинавский бог-громовержец. Фамилия Тора в Kamigami no Asobi — имя его мифологического пояса. Тор отличается спокойствием и невозмутимостью, что ему пригождается, когда приходится иметь дело с двумя его давними друзьями Бальдром и Локи.
Сэйю: Нориаки Сугияма
Дионис Тирс (яп. ディオニュソス・テュルソス Дионюсосу Тюрусосу) — древнегреческий бог плодородия и виноделия, брат Аполлона, сын Зевса и племянник Аида. Его фамилия — название жезла, увитого плющом и виноградными листьями, одного из атрибутов бога в мифологии. Главный пьяница школы. Охотно присоединяется к идее обучения, узнав, что «будет весело». Крайне ленив и об учёбе не думает, спит на занятиях. Предпочел клуб садоводства, куда вскоре втянул и дядю.
Сэйю: Хирофуми Нодзима
Тот Кадуцей (яп. トト・カドゥケウス Тото Кадукэусу) — египетский бог мудрости и учитель в академии.
Призван Зевсом в академию в качестве наставника студентов. Его фамилия — название жезла греческих и римских глашатаев. Вместе с ним в академию попал и Анубис, который так же должен был стать учеником, но из-за излишней застенчивости прибился к соотечественнику. Тот груб, высокомерен и требователен, не отличается терпением.
Сэйю: Тосиюки Морикава
Зевс Керавн (яп.  ゼウス・ケラウノス Дзэусу Кэрауносу) — древнегреческий бог грома и молний, повелитель Олимпа, а также директор и создатель академии богов. Брат Аида, отец Аполлона и Диониса. Его фамилия — греческое слово, означающее «молния» и один из эпитетов Зевса. Следуя древнему пророчеству, собрал на плавучем острове всех строптивых богов. Обладает грозным и достаточно высокомерным характером, но отличается сдержанностью и дальновидностью. Создал оковы для сил богов. По желанию меняет свой внешний вид с ребёнка на взрослого мужчину и обратно.
Сэйю: Хотю Оцука, Дайсукэ Сакагути (в форме ребенка)
Анубис Маат (яп. アヌビス・マアト Анубису Маато) — египетский повелитель мертвых. Данная ему фамилия — имя древнеегипетской богини истины. Застенчивый бог, прибывший вместе с Тотом, обычно проводит время в библиотеке, либо исследуя окрестности. В облике бога у него появляются шакальи уши, когти и хвост. В речи использует слова, которые может понять только Тот.
Сэйю: Юки Кадзи
Мелисса (яп. メリッサ Мэрисса) — кукла-голем, созданная Зевсом. Он является комическим персонажем, но в случае необходимости может помочь Юи советом.
Сэйю: Томокадзу Сэки

## Игры
Игра Kamigami no Asobi: Ludere Deorum была выпущена 24 октября 2013 года для приставки PlayStation Portable. В ней игрок берет на себя роль Юи Кусанаги и строит отношения с учениками-богами. Игра является визуальным романом в жанре отомэ, то есть большую часть времени игрок читает текст на фоне сменяющихся изображений персонажей и пейзажей, иногда делая выборы реплик героини. От выбора игрока будут зависеть отношения Юи с окружающими её богами. Уровень отношений повлияет на сюжет и концовку игры.
В апреле 2014 года была анонсирована новая игра Kamigami no Asobi: Ludere deorum InFinite. Игра вышла на PlayStation Portable и PlayStation Vita 21 апреля 2016 года.

## Аниме
В январском выпуске 2014 года Dengeki Girl's Style было анонсировано аниме на основе игры. Съемками занималась студия Brains Base, режиссёром выступил Томоюки Кавамура. Премьерная трансляция аниме прошла с 5 апреля по 21 июня 2014 года в телесети Tokyo MX.
После выхода на DVD первый диск аниме в первую неделю продаж занял второе место в недельном чарте Oricon с ~4,5 тысячи проданных копий, уступив только аниме «Ветер крепчает» Хаяо Миядзаки.
Аниме было лицензировано в Северной Америке компанией Sentai Filmworks для показа в цифровых сетях и выхода на дисках.

### Список серий
| 1 | Запретная школа                     | 5 апреля 2014 года  |
| Юи после последнего звонка обнаруживает у себя дома светящуюся коробку, в которой лежит меч. Взявшись за него, девушка попадает в странное, но очень красивое место. Там девушка встречает много весьма красивых и интересных парней, но они странно себя ведут. Вскоре её призывает Зевс и объясняет, что она в созданной им школе для богов. Он хочет наладить связь между людьми и богами, собрав самых отдалившихся от человечества. Теперь Юи должна учиться вместе с ними до тех пор, пока не научит молодых богов любви и человечности. Пока она не выполнит задание, Зевс не выпустит её из этого мира. |                                     |                     |
| 2 | Красивые оковы                      | 12 апреля 2014 года |
| После отказа Зевсу Юи встречает Аполлона. Вместе с ним она узнает, что академия находится на плавучем острове. Ей предстоит знакомство с шестью другими богами и дальнейшее совместное обучение. Помочь ей в этом обещает гид-голем Мелисса. |                                     |                     |
| 3 | Конфликт морского ветра             | 19 апреля 2014 года |
| Первые учебные дни не задаются — кто-то спит, кто-то прогуливает. Тоту это надоедает. Он требует от Юи оперативности, а также подыскать способ заставить прогульщиков посещать занятия. Помочь ей в этом должна пляжная поездка на неожиданно наступивших каникулах, которые прерывается наступлением осени. |                                     |                     |
| 4 | Проклятие Гадеса                    | 26 апреля 2014 года |
| Когда все боги собраны и рассортированы по партам, приходит время открытия школьных клубов. Боги активно занимают себя новой деятельностью. Среди них — Аид, единственный вступивший в астрологический клуб. Юи пытается узнать у него причины его отрешенности и узнает, что Аид проклят — любой, оказавшийся рядом с ним, обрушивает на себя несчастье. Юи вынуждена найти способ превратить несчастье в радость. |                                     |                     |
| 5 | Непрощающее сердце                  | 3 мая 2014 года     |
| Тот делает выговор Юи за то, что Тоцука Такэру не занят ничем, кроме вынужденного посещения лекций. Девушка предпринимает попытку заставить Сусаноо вступить в клуб, на что получает грубый ответ. Узнав, что Юи владеет мечом, Такэру предлагает ей пари — если она выиграет в битве на мечах, он пойдет в клуб, нет — она оставит его в покое. |                                     |                     |
| 6 | Чувства лунного света               | 10 мая 2014 года    |
| Близится вечер созерцания луны, организовать который взялся Тоцука Цукито. Из-за взятой на себя излишней ответственности и работы Цукито теряет сознание от недосыпа. Тот говорит ему, что он не окончит академию и не выпустится из-за неумения понимать чувства. Локи в шутливой форме надевает ему и Юи кольца влюбленных, снять которые не может никто, кроме самой пары. |                                     |                     |
| 7 | Обещание снежных дней               | 17 мая 2014 года    |
| Наступила зима, а следом за ней и ностальгические воспоминания о детстве Локи, Бальдера и Тора. Бальдер признается Юи в симпатии и просит её присутствовать рядом с собой как можно чаще. Подслушавший их Локи устраивает другу сцену ревности и делает все, чтобы разлучить нежеланную пару. Тор говорит Юи, что их троица с детства была вместе, и отношения между Локи и Бальдером — неприступная грань. |                                     |                     |
| 8 | Одиночество света                   | 24 мая 2014 года    |
| В канун Нового Года Юи с богам организуют ярмарку, что приходится не по душе Бальдеру. Он разыскивает Юи и признается ей в своих чувствах, но их прерывает Локи. После ссоры с ним Бальдер вновь ловит Юи и целью подчинить её своей воле, но из-за очередного вмешательства Локи он теряет над собой контроль и ранит его. Локи говорит Юи, что эмоции Бальдера не стабильны. |                                     |                     |
| 9 | Мрачная тюрьма разлетевшихся цветов | 31 мая 2014 года    |
| После Нового года наступают экзамены, подготовиться к которым не успевает ровным счетом никто. Юи видит сон, в котором Аполлон дарит некой девушке шкатулку, а вскоре узнает, что с её помощью она видит будущее. Юи становится свидетельницей самоубийства возлюбленной Аполлона, а на следующий день останавливает его на озере. Аид и Дионис говорят Юи, что Кассандра — возлюбленная Аполлона — покончила с собой, но в мире мертвых её нет. Теперь она, будучи призраком, преследует Аполлона на земле живых.                                                                                              |                                     |                     |
| 10 | Прекрасное и мимолетное             | 7 июня 2014 года    |
| Экзамены сданы и в качестве награды за «успешную сдачу» Зевс поручает Юи и богам организовать спектакль. Выбор пал на «Золушку» с Юи в главной роли. В ходе спектакля Анубис ворует у Диониса сок и приводит его в бешенство, что выливается в весьма неожиданную кульминацию и развязку известной сказки. |                                     |                     |
| 11 | Узы судьбы                          | 14 июня 2014 года   |
| Бальдер находится в больнице после потери сознания. Друзья навещают его и обещают скорейшее выздоровление. Локи проговаривается, что Бальдера уже не спасти и «он сам его убьет». Друзья пребывают в угнетении. Пока они искали способы спасти Бальдера, Локи уже увел его на утес, где решил покончить с его муками. |                                     |                     |
| 12 | Вечная разлука                      | 21 июня 2014 года   |
| Локи раскаивается перед Бальдером. Тот говорит, что все давно знал о себе, и совершает самоубийство. За мгновение до этого им овладевает бог-разрушитель. Начинается битва за Бальдера, решающую роль в которой сыграет меч Ордена Небесных Мастеров в руках Юи. Когда Бальдера возвращают, Юи отправляется домой и уже спустя год встречается с богами вновь. |                                     |                     |

### Музыка
В начале аниме звучит песня «TILL THE END», а в конце «Reason For…». Обе песни исполнены сэйю персонажей: Мию Ирино (Аполлон), Дайсукэ Оно (Гадес), Юто Уэмура (Цукуёми), Тосиюки Тоёнага (Сусаноо), Хироси Камия (Бальдр) и Ёсимаса Хосоя (Локи).

## Критические отзывы
Ребекка Силверман из сайта Anime News Network отметила, что аниме представляет собой забавную солянку греческой, германской, египетской и японской мифологий. Само же аниме сюжет представляет собой посредственную сюжетную линию «аниме про школу», где впоследствии вокруг главной героини собирается мужской аналог гарема, также сюжет изобилует мужским фансервисом. В общем критик назвала аниме неплохим, особенно учитывая тот факт, что оно было создано по мотивам игры, в таких случаях аниме-экранизации получаются плохими и дала оценку B-. Критик сайта ThemAnime в общем похвалила сюжет, назвав его «добродушным», главной героине сочувствуешь, а остальные герои получились харизматическими, а обратный гарем сам по себе получился интересным. Критик сравнила сериал с Ah! My Goddess! по тому, как точно создатели берут черты богов из легенд, в то же время довольно вольно обращаясь с мифологической биографией.